# 大倉比呂志
大倉比呂志（おおくら ひろし、1947年9月28日 - ）は、日本の国文学者、昭和女子大学名誉教授。

## 略歴
岐阜市生まれ。1971年早稲田大学教育学部国語国文学科卒業。81年同大学院文学研究科博士後期課程修了。昭和女子大学助教授をへて、教授。2018年名誉教授。専攻、中古・中世日記文学、平安後期・鎌倉時代物語文学。

## 著書
- 『平安時代日記文学の特質と表現』新典社研究叢書 2003
- 『物語文学集攷 平安後期から中世へ』新典社研究叢書 2013
- 『風に紅葉考 百花繚乱する〈性〉への目差し』武蔵野書院 2018

### 共編
- 『新型校注女流日記文学』石坂妙子 川名淳子 福家俊幸 金沢春彦 吉野知子共編  (新形式古典シリーズ) 大学書院 1993
- 『校注堤中納言物語』編 (新典社校注叢書 2000
- 『中世日記紀行文学全評釈集成 第2巻』「たまきはる」勉誠出版 2004
- 『校注風に紅葉』鈴木泰恵共編 (新典社校注叢書 2012

## 論文
- <大倉比呂志